# Боткинское еврейское кладбище
Бо́ткинское евре́йское кла́дбище — недействующее еврейское кладбище в Ташкенте. Расположено на отдельном огороженном участке территории Горкладбища № 1 (кладбища по улице Боткина).

## Расположение
Еврейское кладбище находится в северо-восточном углу Городского кладбища № 1 (известно как кладбище по улице Боткина) и граничит с участками (картами) захоронений № 18, 21, 28 и 29 (см. приведённую схему). От остальной территории некрополя еврейское кладбище сейчас отделяется забором.
Имеются данные о захвате части кладбища, расположенной поблизости от медицинской клиники. Согласно другим источникам, имела место лишь попытка захвата.

## История
Кладбище начало функционировать в 1927 году. Большая часть могил датируется концом 1930-х — 1940-ми годами в связи с проведением в СССР сталинских репрессий и событиями Второй мировой войны. На территории некрополя массово хоронили евреев-беженцев из Восточной Европы (главным образом, Польши, Прибалтики и Румынии), евреев-военнослужащих РККА, умерших от ран в ташкентских госпиталях. К началу 1960-х годов производство захоронений прекратились.
Общее количество могил на Боткинском еврейском кладбище оценивается в 3 тысячи. Все они имеют скромное оформление.

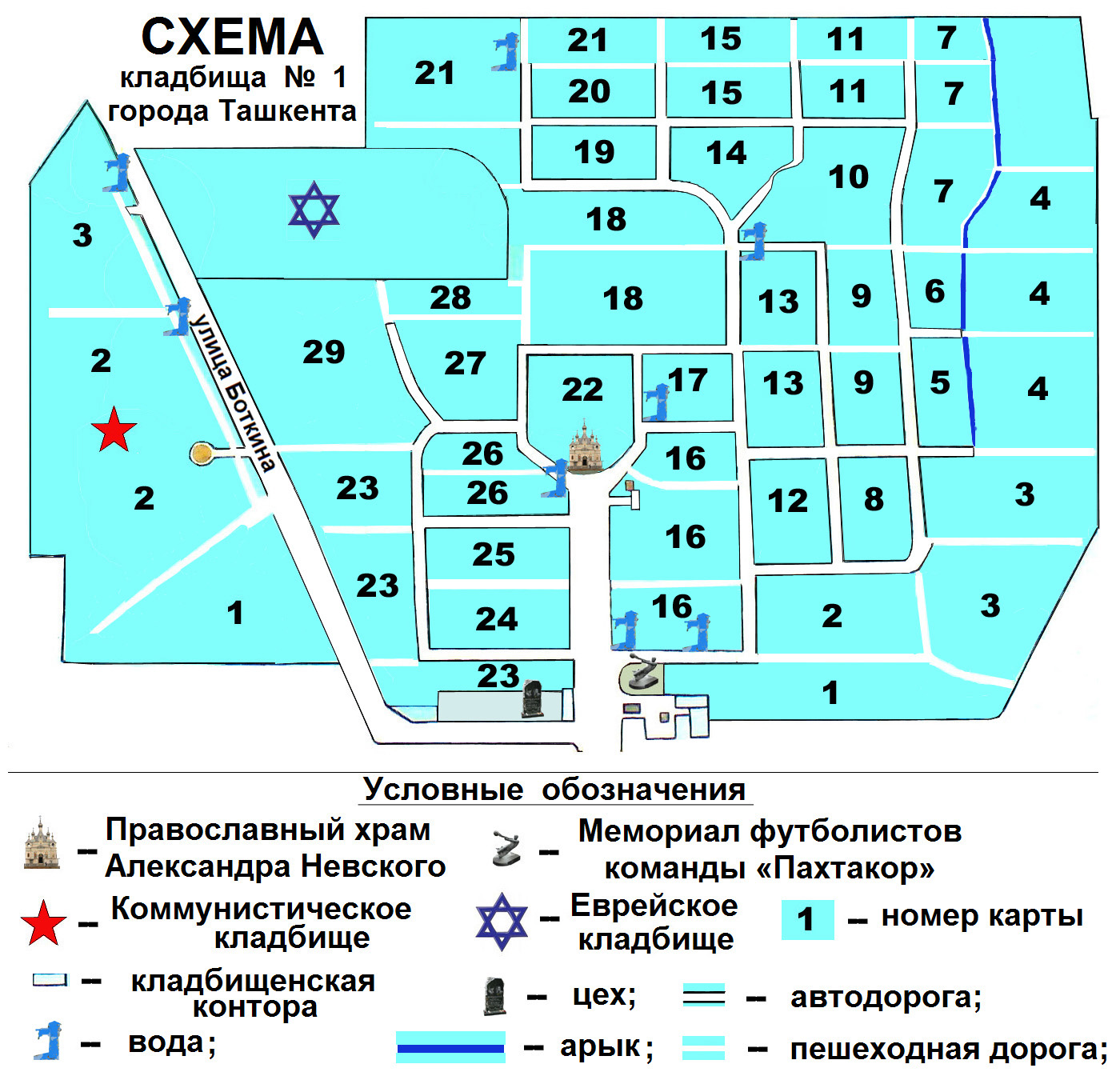
Схема карт захоронений Горкладбища № 1 Ташкента (Боткинского кладбища)

## Состояние
Некрополь находится в сильно запущенном состоянии, поскольку возраст захоронений исчисляется пятью-восемью десятилетиями, а родственники большинства похороненных выехали из Узбекистана в 1980—1990-е годы и сейчас проживают в странах дальнего зарубежья (Израиле, США, Канаде, Аргентине).
Кладбище интенсивно зарастает травой и кустарником, на его территории скопилось большое количество мусора. Между могилами отсутствуют дорожки. Многие захоронения лишены табличек. Большое количество надгробных памятников повалено, повреждено или разрушено, — как от времени, так и в результате актов вандализма).
Другой серьёзностью опасностью является отчуждение земель кладбища из-за его бездействия. Некрополь соприкасается с участком армянских захоронений, а также двором частной медицинской клиники. По некоторым сведениям, связанные с ними лица заинтересованы в захвате территорий еврейского участка или уже частично провели его. Руководитель управления гражданского обслуживания Ташкента Ходжаакбар Расулов утверждает, что единственной возможностью спасти кладбище является возврат действующего статуса.
С 2001 года на Боткинском еврейском кладбище ведётся перепись захоронений. Федерация Еврейских общин Узбекистана при участии городской администрации Ташкента прикладывает усилия для благоустройства, в 2004 году был создал общественный комитет по спасению некрополя, однако реализация планов резко ограничена из-за финансовых трудностей. К настоящему времени все сохранившиеся могилы пронумерованы, значительное их количество идентифицировано. Планируется создать небольшой мемориал в память жертв Холокоста и сталинских репрессий, высказывалось также предложение создать братскую могилу для неопознанных останков. По периметру территории с еврейскими захоронениями возведён забор.

## Фотогалерея

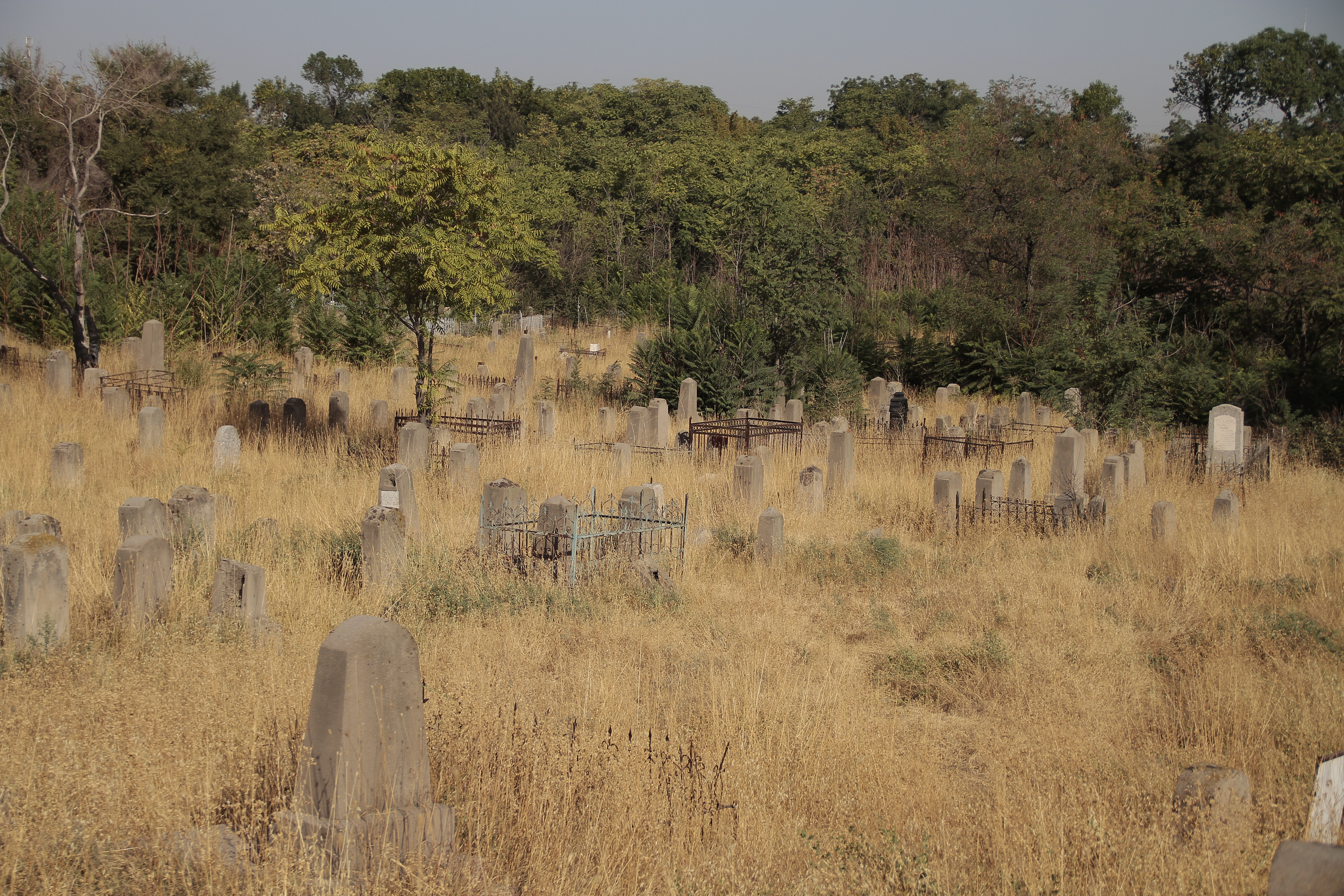
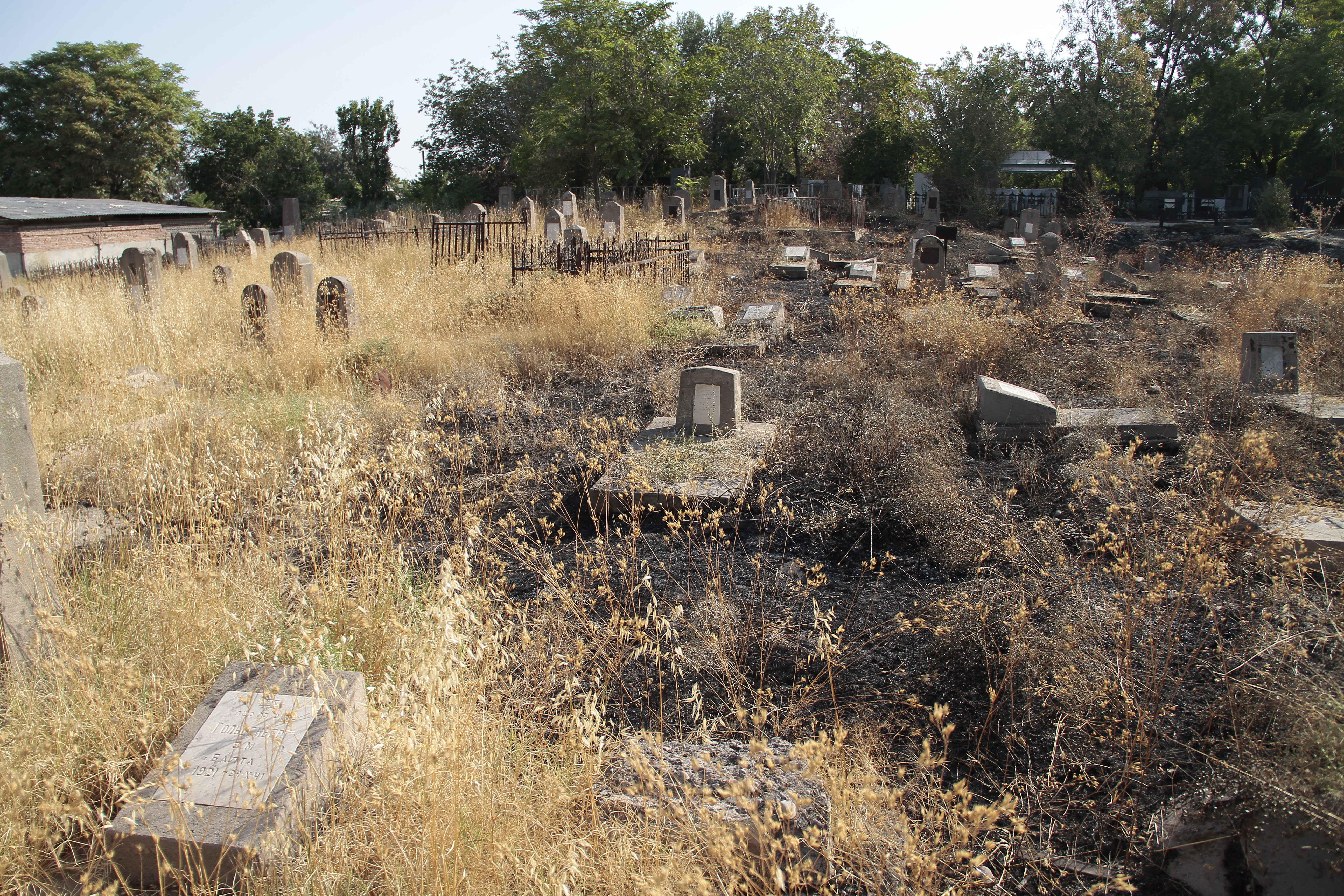
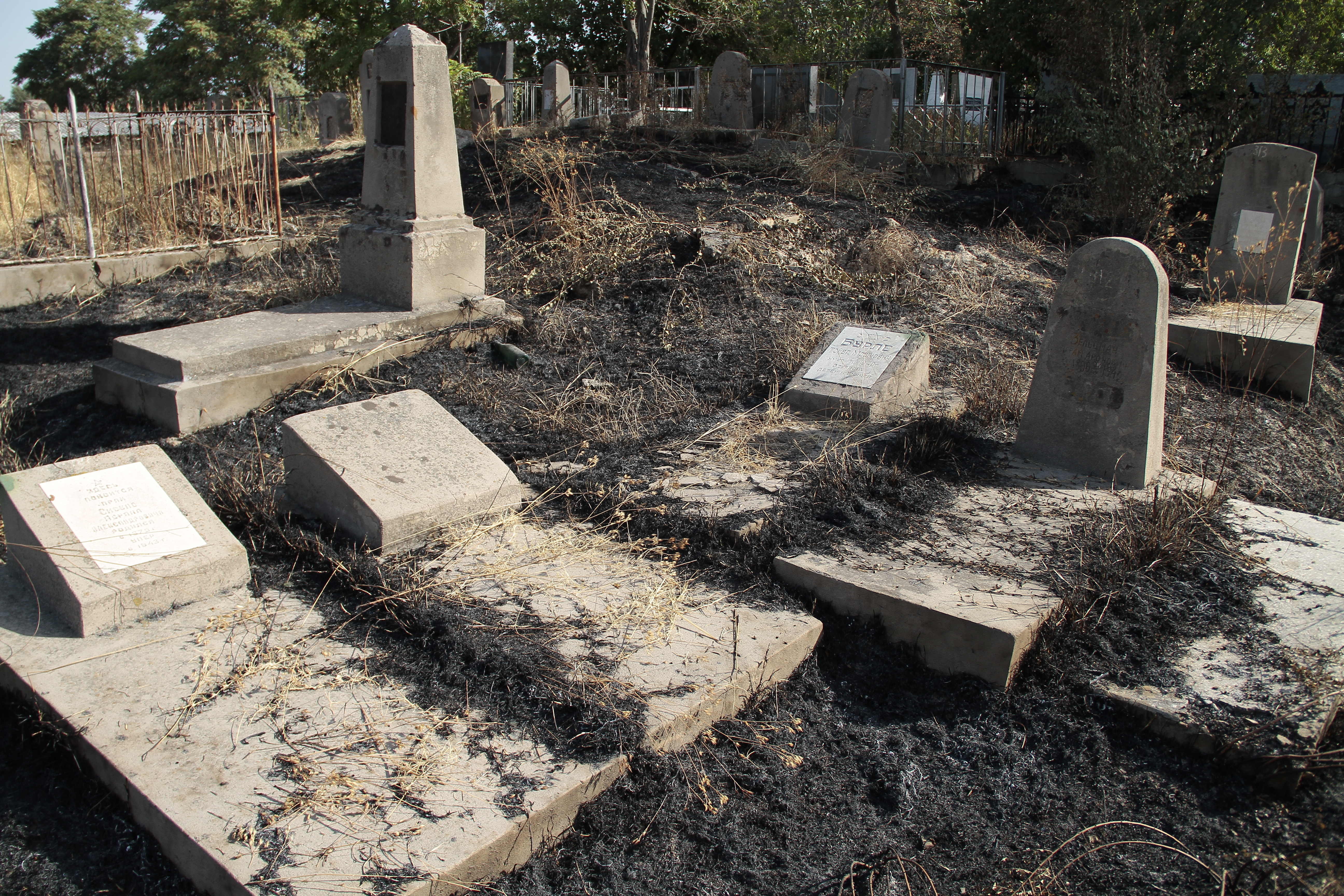
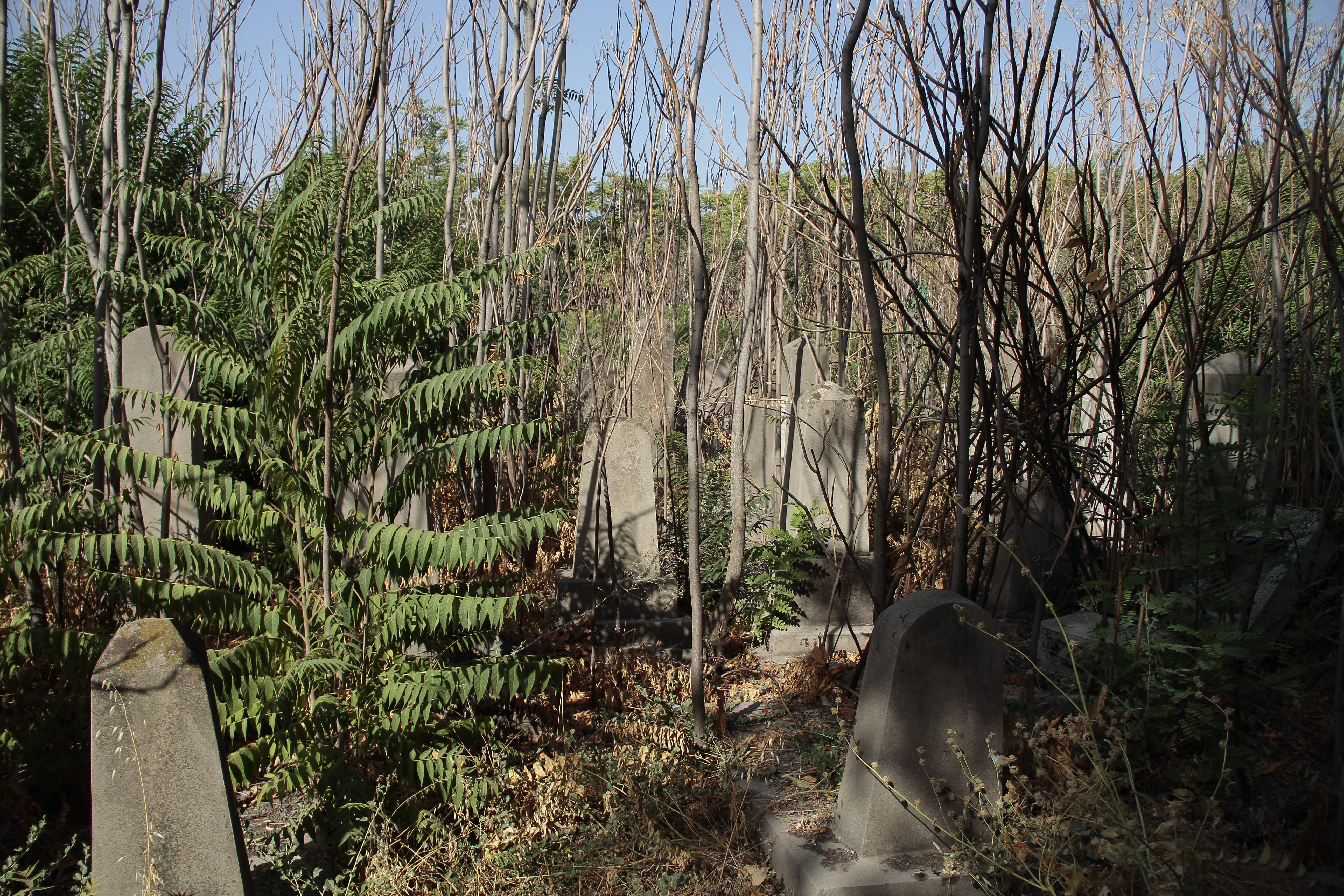
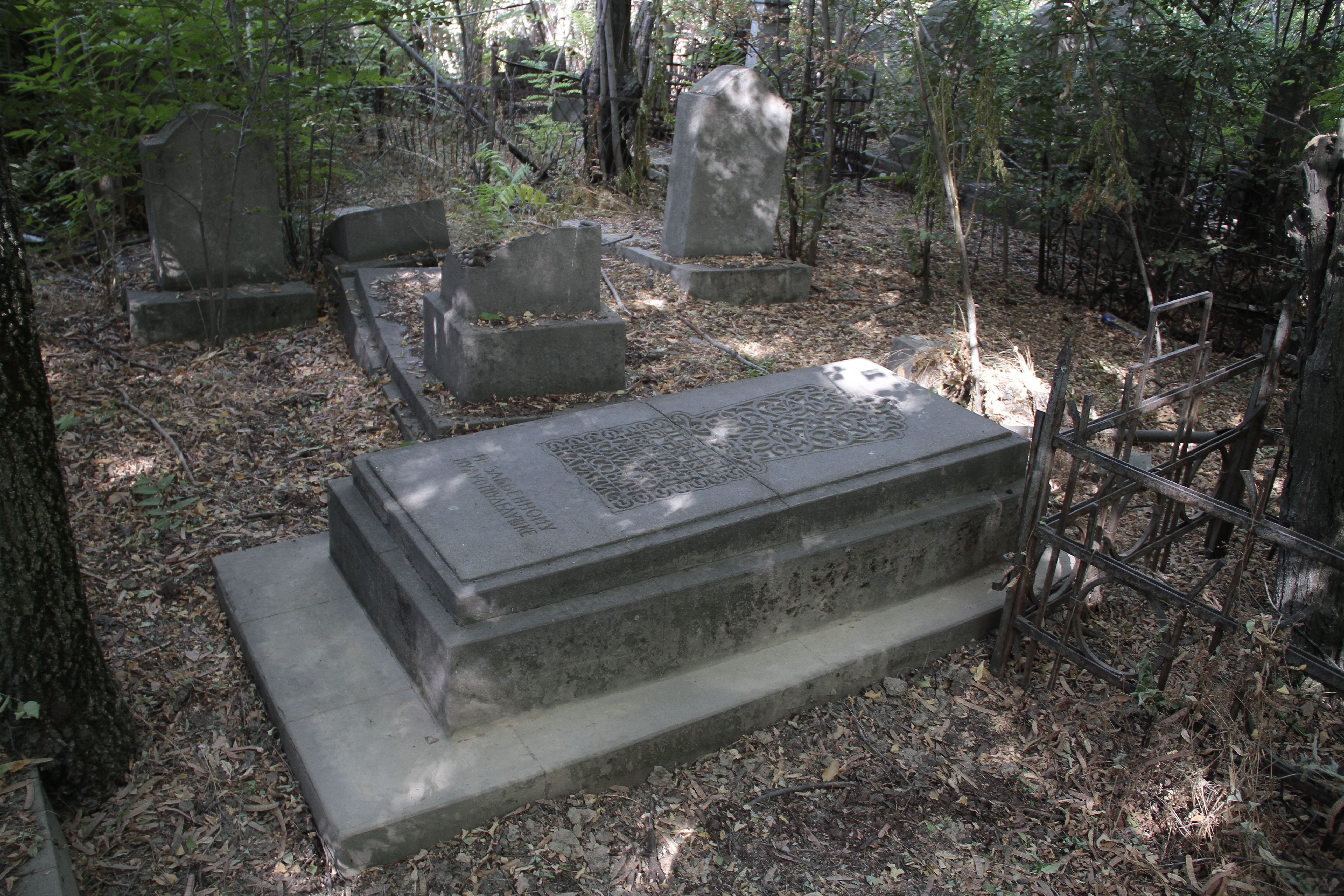
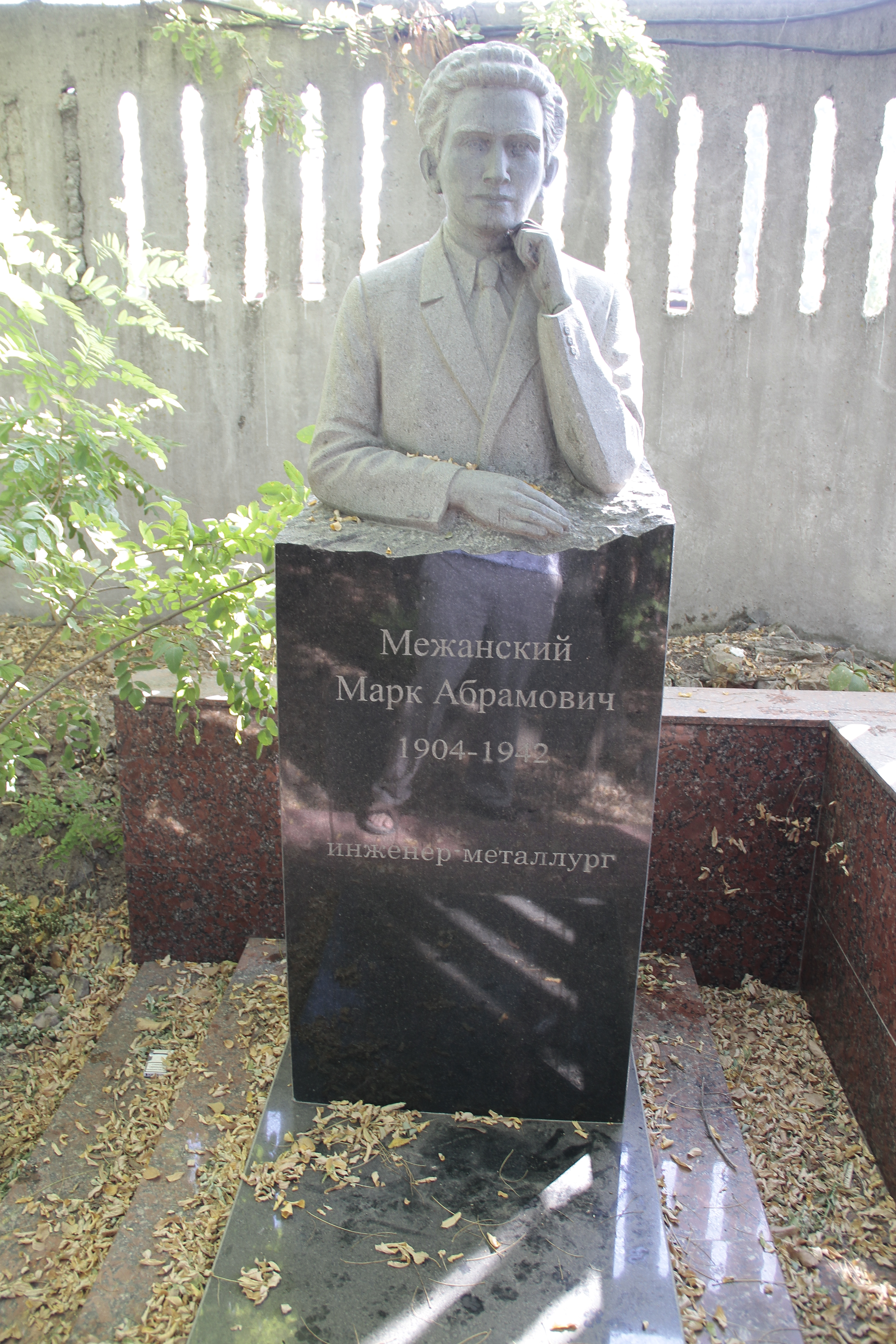
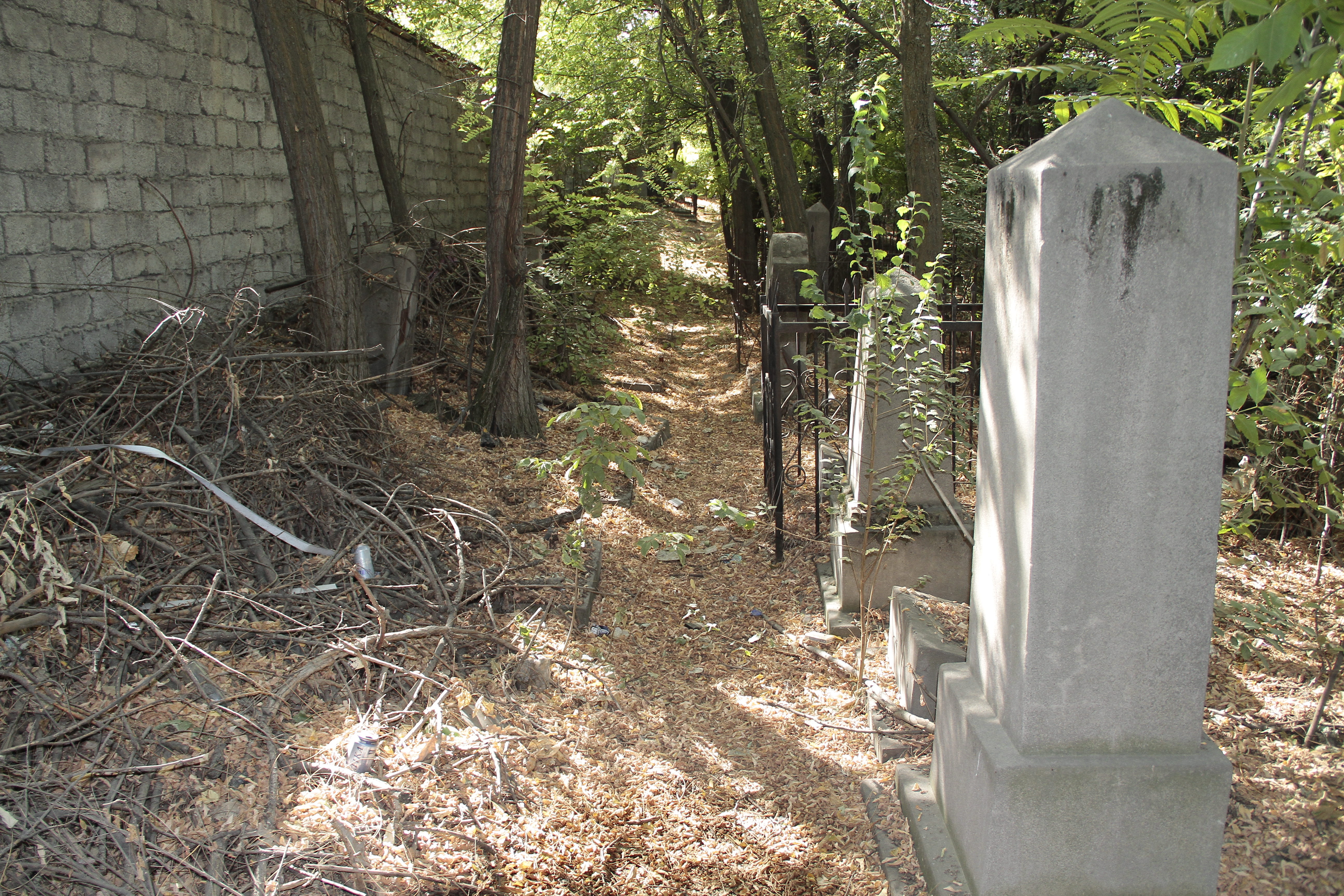
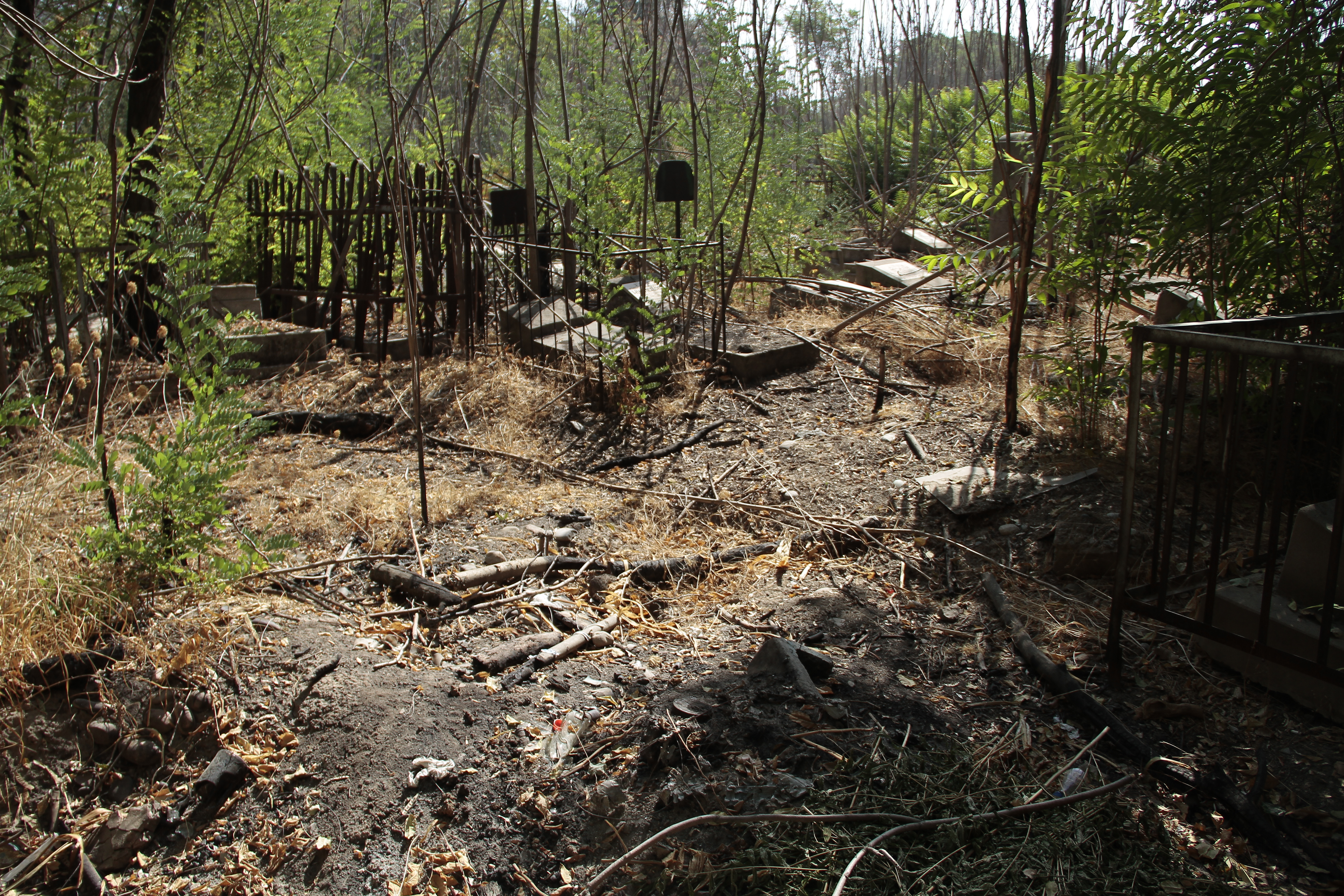
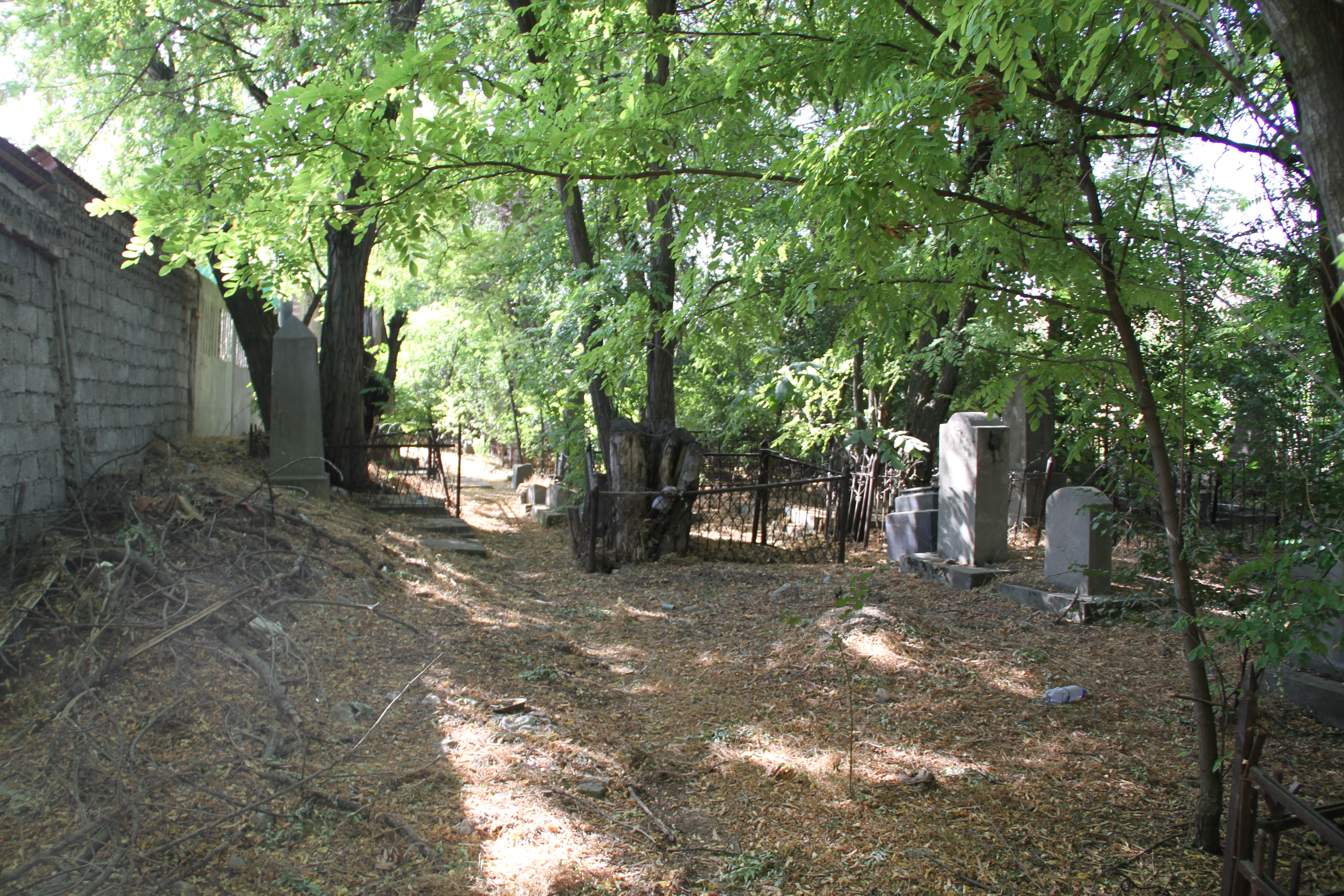
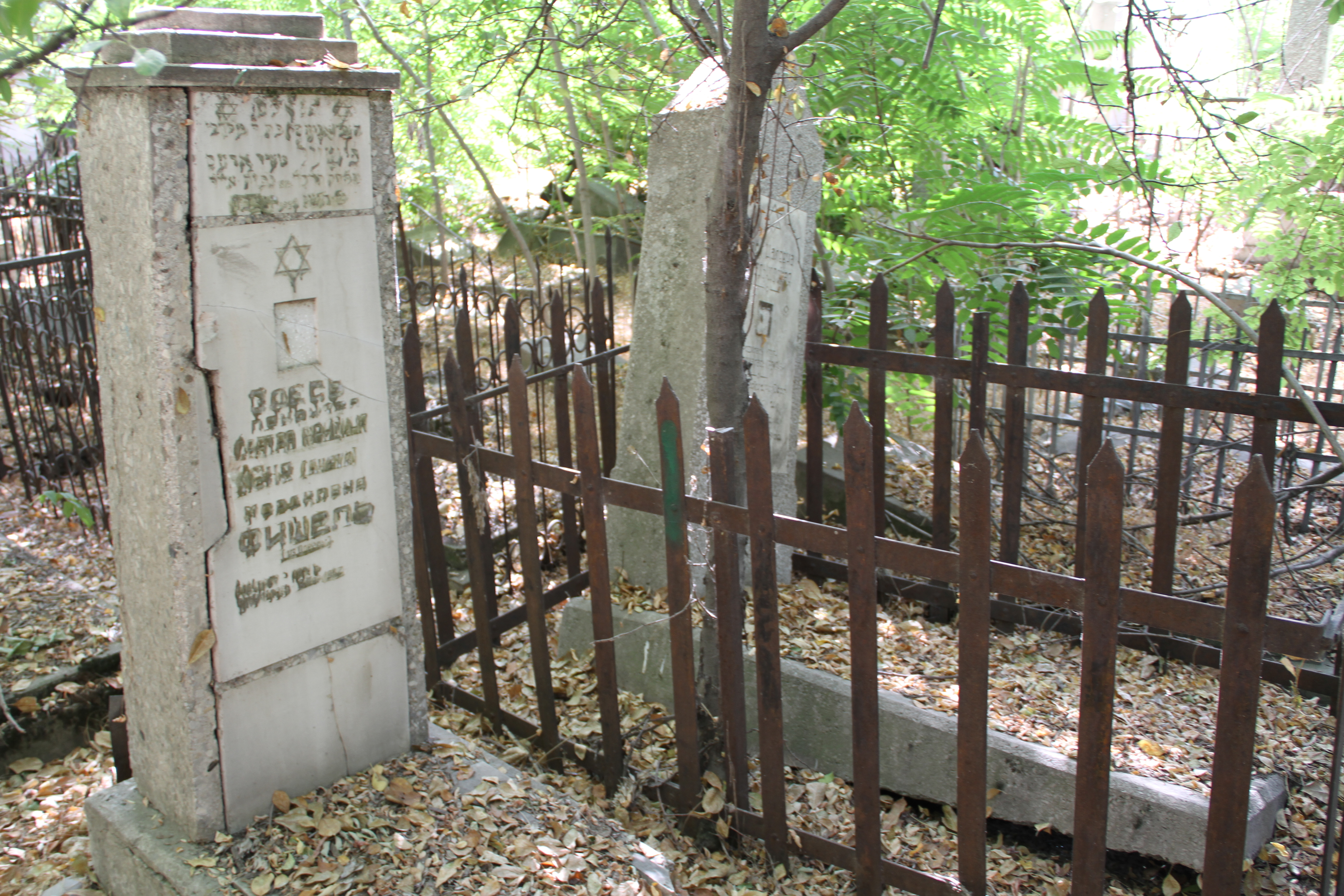